# Hernán Masanés
Hernán Masanés Jimeno (* 2. Oktober 1931 in Santiago de Chile; † 8. August 2018) war ein chilenischer Radrennfahrer.

## Sportliche Laufbahn
Masanés war Bahnradsportler und Teilnehmer der Olympischen Sommerspiele 1952 in Helsinki. Im 1000-Meter-Zeitfahren belegte er beim Sieg von Russell Mockridge den 17. Platz. Im Sprint schied er im Vorlauf gegen Lionel Cox aus. Im olympischen Straßenrennen schied er aus. In der Mannschaftswertung kam sein Team nicht in die Wertung.
Bei den Olympischen Sommerspielen 1956 in Melbourne war er erneut am Start. Im 1000-Meter-Zeitfahren wurde er als 14. klassiert. Im Sprint schied er im Vorlauf aus.
Bei den Panamerikanischen Spielen 1951 gewann er die Silbermedaille im Zeitfahren auf der Bahn.